# Schizomavella incompta
Schizomavella incompta is een mosdiertjessoort uit de familie van de Bitectiporidae. De wetenschappelijke naam van de soort is voor het eerst geldig gepubliceerd in 1988 door Hayward.